# The Fear (MGS)
The Fear es un personaje del videojuego Metal Gear Solid 3.

## Curiosidades
- Tanto el personaje como el entorno en el que se enfrenta a Naked Snake están inspirados en la película Depredador de 1987. The Fear es capaz de saltar de árbol en árbol y atacar a sus víctimas desde las alturas, aunque a veces baja al suelo para atacar cuerpo a cuerpo.
- Durante la batalla contra The Fear, por el hecho de que vaya perdiendo resistencia durante el combate (A causa del sistema de camuflaje que usa), éste baja al suelo para reponer fuerzas comiendo alimentos que encuentra o caza. Se le puede engañar arrojando comida podrida al suelo para que la coma y en un rato sufra de indigestión y mareos, que se pueden aprovechar para atacarle mientras aguanta el dolor de estómago y vomita, con lo que pierde resistencia.
- En combate, The Fear disloca sus brazos y camina a cuatro patas a una extraordinaria velocidad. También es capaz de trepar a los árboles, incluso de espaldas, y en los primeros planos se le muestra con una lengua excepcionalmente larga y parcialmente bífida.
- Es el segundo miembro de la Unidad COBRA al que Naked Snake se enfrenta en un trozo de jungla al empezar a encaminarse hacia Groznyj Grad, particularmente en Graniny Gorki sur(en ruso ГpaниныГорки: юг).
- Al principio de la batalla, The Fear, inevitablemente, le ha disparado a Snake un perno envenenado en la pierna izquierda que le pueden afectar durante el transcurso de la batalla pero que se pueden curar.
- Al igual que los demás miembros de la Unidad COBRA, The Fear muere definitivamente tras explotar su cuerpo, pero la misma explosión es también una última trampa que dispara pernos a todas partes en un último intento de matar a Snake.
- En una escena de video posterior a la batalla se puede ver mejor la pistola-ballesta (Little Joe) de The Fear cuando The Boss se la entrega a Ocelot.
- Si se le vence reduciendo su resistencia, se puede conseguir el uniforme que lleva tras acabar con él.
- En la versión japonesa fue doblado con la voz de Kazumi Tanaka, mientras que en la inglesa fue por la de Michael Bell.

- Datos: Q15613384